# Калинин, Алексей Николаевич
Алексей Николаевич Калинин (1 октября 1922 года, д. Коса Эшем, Юрлинская волость, Чердынский уезд, Пермская губерния, РСФСР (ныне деревни не существует, Большекочинское сельское поселение, Кочёвский район, Коми-Пермяцкий округ, Пермский край, Россия) — 9 августа 1943 года, хутор Волковка, Краснопольский район, Сумская область, Украинская ССР, СССР (ныне в черте посёлка Краснополье, Украина)) — участник Великой Отечественной войны, помощник командира взвода 6-й стрелковой роты 754-го стрелкового полка, 232-й стрелковой дивизии, 38-й армии, Воронежского фронта, старший сержант. Закрыл своим телом амбразуру пулемёта.

## Биография
Родился в 1922 году на севере нынешнего Пермского края в селе Коса Эшем в крестьянской семье. Был переселён на Алтай, рано остался без родителей, воспитывался в семье товарища. Жил и учился в селе Новозыряново ныне Заринского района Алтайского края. Получив начальное образование, работал в колхозе. Призван в РККА в 1941 году, с 3 июля 1942 года участвовал в боях.
Во время Курской битвы дивизия занимала оборону в районе Краснополья, в активной обороне задействована не была. 8 августа 1943 года дивизия была вынуждена отойти севернее Краснополья, в район Угроеды, а 9 августа 1943 года перешла в наступление на Краснополье в ходе Белгородско-Харьковской операции. В течение весны и лета 1943 года линия фронта в том районе оставалась стабильной, поэтому она была сильно укреплена и оборудована.
В ходе атаки на укреплённый узел обороны противника на хуторе Волковка, наступающий батальон трижды поднимался в атаку и трижды был вынужден залечь под сильным пулемётным огнём. Старший сержант Калинин в ходе атаки уничтожил гранатами два дзота противника, скрытно подобрался к третьему и также забросал его гранатами. Однако через некоторое время пулемётная точка вновь открыла огонь, и тогда он бросился к дзоту и закрыл амбразуру своим телом.
Был похоронен в братской могиле на опушке леса в километре севернее Волковки.
Указом Президиума Верховного Совета СССР «О присвоении звания Героя Советского Союза генералам, офицерскому, сержантскому и рядовому составу Красной Армии» от 10 января 1944 года за «образцовое выполнение боевых заданий командования на фронте борьбы с немецко-фашистскими захватчиками и проявленные при этом отвагу и геройство» удостоен посмертно звания Героя Советского Союза.
В 1966 году перезахоронен в братской могиле в центре села Краснополья.

## Память
- В Центральном музее ВС СССР хранится посвящённая подвигу А. Н. Калинина листовка «Славный боевой путь нашей армии». В Заринске установлен бюст А. Н. Калинина, его именем названы школа в Новозыряново и пионерская дружина школы № 1 в Заринске[3].
- Около села Краснополье Сумской области находится памятный знак, обозначающий место подвига Алексея Калинина. Является объектом культурного наследия Украины.
- Его имя носит Новозыряновская школа Алтайского края, у ограды школы установлен бюст Героя.
- В средней школе № 1 в г. Заринска также установлен бюст и в селе Новозыряновск — памятник.